# Trevor Kschammer
Trevor Kschammer (ur. 25 czerwca 1944) – australijski judoka.
Uczestnik mistrzostw świata w 1973. Złoty medalista mistrzostw Oceanii w 1977 i brązowy w 1973. Wicemistrz Australii w 1984 roku.